# Четвертинна структура білків

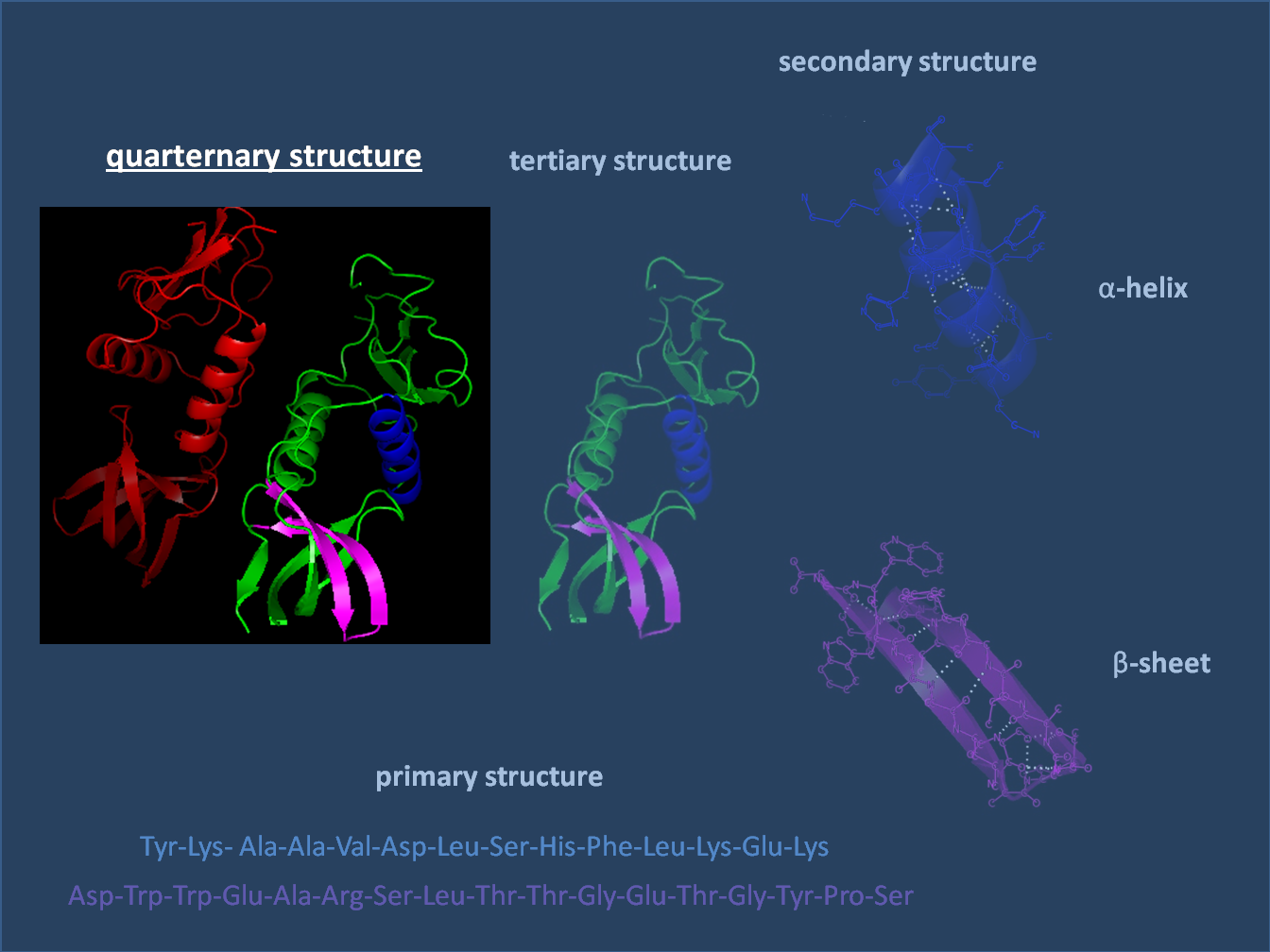
Четвертинна структура

Четвертинна структура — спосіб укладання в просторі окремих поліпептидних ланцюгів, що володіють однаковою (або різною) первинною, вторинною або третинною структурою, і формування єдиного в структурному і функціональному відношеннях макромолекулярного утворення.
Специфічність четвертинної структури білків проявляється в певній конформаційній автономії поліпептидних фрагментів, що входять до складу макромолекули білка.
Вклад гідрофобних взаємодій у стабілізацію третинної і четвертинної структури білків досить значний : у разі третинної структури на їх частку припадає, більше половини стабілізуючої сили.

## Приклади та номенклатура

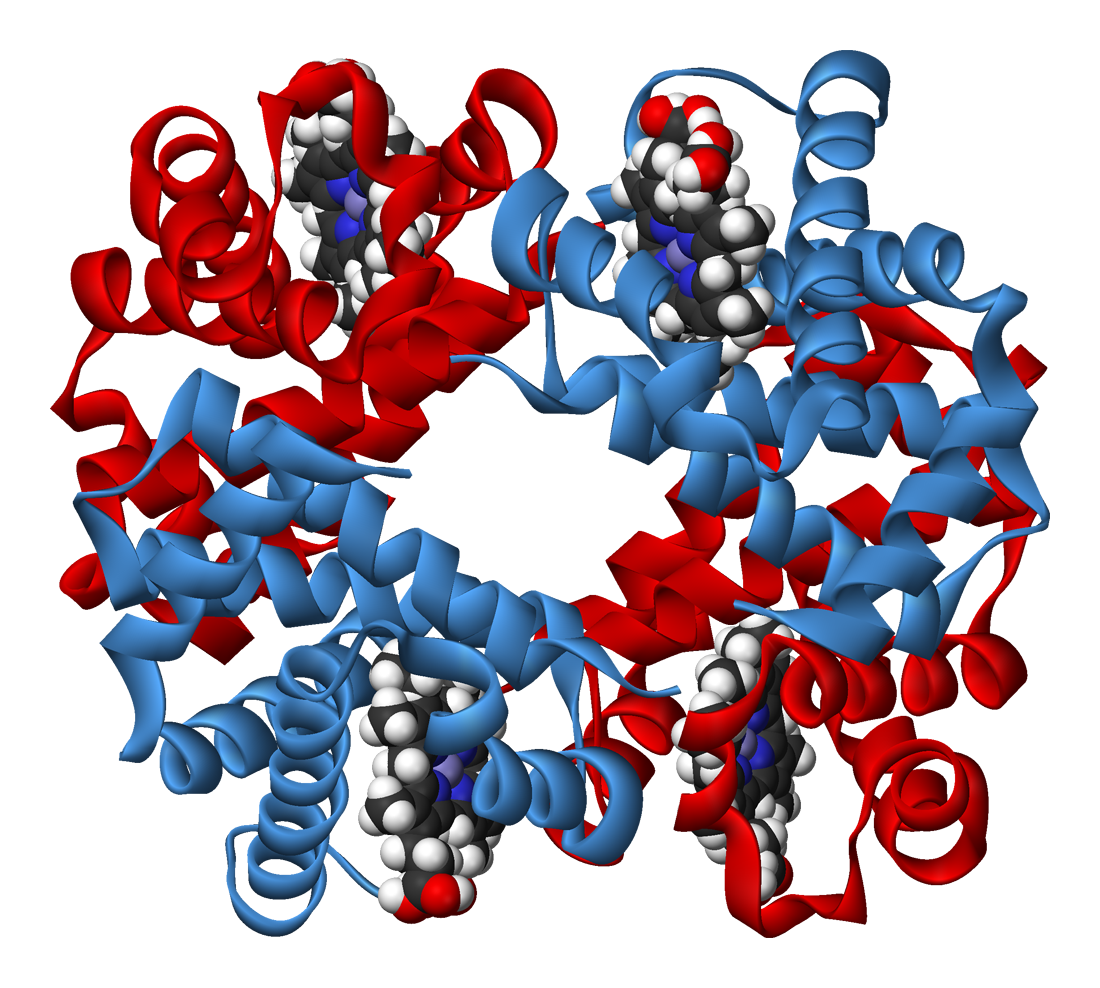
Гемоглобін

Приклади білків з четвертинною структурою включають гемоглобін, ДНК-полімеразу, іонні канали.
Номенклатура білків з четвертинною структурою також особлива. Числа субодиниць в олігомерному комплексі описуються за допомогою імен, які закінчуються на -мер (по-грецьки "частини, підрозділи»).
Хоча комплекси вище, ніж октамер рідко спостерігаються для більшості білків, існує кілька винятків: вірусний капсид; протеосоми (чотири гептамерні кільця = 28 субодиниць), транскрипційний комплекс і сплайсосома. Рибосоми - найбільші молекулярні машини, що складаються з безлічі РНК і білкових молекул.У деяких випадках білки утворюють комплекси, які потім збираються в ще більші комплекси. 
Четвертинна структура білків має відношення до існування ізоферментів. Особливо добре вивчений в цьому відношенні завдяки дослідженням Каплана, Маркерта та їх співробітників фермент лактатдегідрогенази; цей фермент був виділений з організму курчати в двох основних формах, з яких одна характерна для скелетних м'язів, а інша - для серцевого м'яза. Ці дві форми помітно відрізняються одна від одної як за амінокислотним складом, так і за деякими фізичними, імунологічними і каталітичними властивостями.
Четвертинна структура білків варіюється дуже широко. На деяких електронних мікрофотографіях ясно видно агрегати білкових молекул, проте їх тонку структуру встановити не вдається.

## Визначення четвертинної структури білка
Білки четвертинної структури можуть бути визначені з використанням різних експериментальних методів, які вимагають зразок білка в різних експериментальних умовах. Експерименти часто забезпечують оцінку маси нативного білка і разом зі знанням маси і/або стехіометрії субодиниці, дозволяють передбачити четвертинну структуру.
Число субодиниць у білковому комплексі часто може бути визначено шляхом вимірювання гідродинамічного молекулярного об'єму або маси інтактного комплексу.
Деякі методи біоінформатики були розроблені для прогнозування ознак четвертинної структури білків на основі інформації про їх послідовності.

### Методи, що вимірюють масу інтактного комплексу безпосередньо
- Мас-спектрометрія (Mass spectrometric immunoassay analytical ultracentrifugation;
- Електроспрей;
- Аналітичне ультрацентрифугування;

### Методи, які вимірюють розмір інтактного комплексу безпосередньо
- Релеївське розсіювання;
- гель-хроматографія(Size-exclusion chromatography)(потрібно калібрування);
- Dual polarization interferometry (DPI).